# Ted Cassidy
Theodore Crawford „Ted“ Cassidy (* 31. Juli 1932 in Pittsburgh, Pennsylvania; † 16. Januar 1979 in Los Angeles, Kalifornien) war ein US-amerikanischer Filmschauspieler. Er wurde vor allem bekannt in der Rolle des Butlers Lurch in der Fernsehserie The Addams Family. 

## Leben
Ted Cassidy wuchs, obwohl in Pittsburgh geboren, in Philippi, dem Verwaltungssitz von Barbour County im US-Bundesstaat West Virginia auf. Am West Virginia Wesleyan College in Buckhannon (Upshur County) genoss Cassidy seine Schulausbildung. Er spielte im Basketball-Team der Schule und war Mitglied einer Studentenverbindung. Schon früh zeigte sich Cassidys rasantes Körperwachstum; als Erwachsener wurde er 205 Zentimeter groß.
Nach dem College-Abschluss wechselte Cassidy an die Stetson University in DeLand, Florida, an der er Sprachwissenschaften und Schauspiel studierte. Hier lernte er auch seine spätere Ehefrau Margaret Helen Jesse kennen, die er im Jahr 1956 heiratete. Die beiden zogen nach Dallas, Texas, wo er zunächst als DJ bei WFAA-AM, einer Radiostation von Dallas, Arbeit fand. Erste Erfahrungen vor der Kamera sammelte Cassidy bei WFAA, einer lokalen Fernsehanstalt, wo er in Nachmittagssendungen für Kinder als Außerirdischer zu sehen war. Anfang der 1960er Jahre begann Cassidy zudem als Radioreporter zu arbeiten und war so am 22. November 1963 einer der ersten Journalisten vor Ort, um über das Attentat auf John F. Kennedy zu berichten.
Cassidys Karriere bei Film und Fernsehen begann im Jahr 1960 als Stimme eines Marsianers im B-Movie The Angry Red Planet (deutsch als Weltraumschiff MR-1 gibt keine Antwort). Seinen Durchbruch erzielte er vier Jahre später, als er die Rolle von Lurch dem Butler in der Fernsehserie The Addams Family übernahm; ein Charakter, mit dem Cassidy später überwiegend in Zusammenhang gebracht wurde. 2004 wurde er für diese Rolle postum für den TV Land Award in der Kategorie „Bester Fernsehbutler“ nominiert. Ende der 1960er Jahre stand er auch in drei Episoden von Raumschiff Enterprise vor der Kamera, jedes Mal als Außerirdischer. Wenngleich Cassidy auch US-amerikanische Charaktere verkörperte, darunter auch in einer Episode der Serie Bonanza, sind doch vor allem seine außerirdischen oder auch orientalischen Rollen den meisten Filmfans ein Begriff, wie etwa sein Auftritt in der Serie Bezaubernde Jeannie. Insgesamt stand Cassidy in über 60 Filmen und Fernsehserien vor der Kamera.
1972 ließen sich Ted und Margaret Cassidy nach 16 Ehejahren scheiden. Aus der Ehe waren zwei Kinder hervorgegangen. Zuletzt führte Cassidy eine Lebensgemeinschaft mit der Schauspielerin Sandra Martínez. Mit zunehmendem Alter hatte Cassidy größere gesundheitliche Probleme. Im Januar 1979 musste er sich einer Operation am offenen Herzen unterziehen, an der er im Alter von 46 Jahren starb.

## Trivia
Die Karriere von Cassidy weist Ähnlichkeiten mit der des niederländischen Schauspielers Carel Struycken auf. Struyken hat Akromegalie wie Cassidy und wurde auch in Star-Trek-Rollen besetzt. Außerdem verkörperten beide in verschiedenen Adaptionen von The Addams Family den Butler Lurch.

## Filmografie (Auswahl)
- 1959: Weltraumschiff MR-1 gibt keine Antwort (The Angry Red Planet) (Stimme)
- 1964–1966: The Addams Family (Fernsehserie, 64 Folgen)
- 1965–1966: A. Tom Ameise und seine Freunde (Atom Ant, Fernsehserie, 26 Folgen, Stimme)
- 1966: Verschollen zwischen fremden Welten (Lost in Space, Fernsehserie, Folge 2x09)
- 1966: Batman (Fernsehserie, Folge 2x27)
- 1966–1967: Raumschiff Enterprise (Star Trek, Fernsehserie, 3 Folgen)
- 1967: Solo für O.N.C.E.L. (The Man from U.N.C.L.E., Fernsehserie, Folge 3x20)
- 1967: The Beverly Hillbillies (Fernsehserie, Folge 5x30)
- 1967: Immer wenn er Pillen nahm (Mr. Terrific, Fernsehserie, Folge 1x16)
- 1968: Daniel Boone (Fernsehserie, Folge 4x15)
- 1968: Bezaubernde Jeannie (I Dream of Jeannie, Fernsehserie, 2 Folgen)
- 1968: Mannix (Fernsehserie, Folge 1x23 Ein Mord wie er im Buche steht)
- 1969: Mackenna’s Gold
- 1969: Zwei Banditen (Butch Cassidy and the Sundance Kid)
- 1970: Bonanza (Fernsehserie, Folge 11x24 Entscheidung in Los Robles)
- 1972: Der Chef (Ironside, Fernsehserie, Folge 6x11 Im Tod sind alle gleich)
- 1973: Banacek (Fernsehserie, Folge 1x06)
- 1973: Hec Ramsey (Fernsehserie, Folge 1x04)
- 1973: Genesis II (Fernsehfilm)
- 1973: The Slams
- 1973: Die Addams Family (The Addams Family, Fernsehserie, 16 Folgen, Stimme)
- 1974: Convict Women – Flucht durch die Hölle (Thunder County)
- 1976: Und morgen wird ein Ding gedreht (Harry and Walter Go to New York)
- 1976: Die Sieben-Millionen-Dollar-Frau (The Bionic Woman, Fernsehserie, Folge 2x01)
- 1976/1977: Der Sechs-Millionen-Dollar-Mann (The Six Million Dollar Man, Fernsehserie, 2 Folgen)
- 1976–1979: Tarzan, Herr des Dschungels (Tarzan, Lord of the Jungle, Fernsehserie, 36 Folgen, Stimme)
- 1977: The Great Balloon Race
- 1977: Drei Fremdenlegionäre (The Last Remake of Beau Geste)
- 1977: Halloween with the New Addams Family (Fernsehfilm)
- 1977–1982: Der unglaubliche Hulk (The Incredible Hulk, Fernsehserie, 76 Folgen, Stimme als Erzähler)
- 1978: Der Mann aus Atlantis (Man from Atlantis, Fernsehserie, Folge 1x14 Das See-Ungeheuer)
- 1978: Dr. Strange (Fernsehfilm, Stimme)
- 1978: Die Fantastischen Vier (The Fantastic Four, Fernsehserie, 13 Folgen, Stimme)
- 1978–1979: Godzilla – Der Retter der Erde (Godzilla: The Series, Fernsehserie, 26 Folgen, Stimme)